# 695
Cette page concerne l'année 695  du calendrier julien. Pour l'année 695 av. J.-C., voir 695 av. J.-C.
L'année 695 est une année commune qui commence un vendredi.

## Événements
- Mars : début du règne de Childebert IV, roi des Francs (fin en 711)[1].

- 5 août : le roi maya de Calakmul, Yich'aak K'ak, est vaincu par le roi de Tikal, Jasaw Chan K'awiil[2].

- 6 septembre : promulgation du code de Wihtred, roi du Kent[3].
- Septembre : l'empereur byzantin Justinien II est renversé. Début du règne de Léonce II, empereur byzantin (fin en 698)[4]. La politique de Justinien II, hostile à l’aristocratie, accroissant la pression fiscale, imposant des transferts de population, devient impopulaire. Une insurrection conduite par les « Bleus » le renverse. Justinien a le nez et la langue coupés puis est exilé à Chersôn par le général isaurien Léonce, stratège du thème d’Hellade, qui usurpe le trône.

- 21 novembre, Rome : Willibrord est consacré évêque d'Utrecht par le pape Serge Ier[5].

- Le calife Abd al-Malik envoie une expédition de 40 000 hommes dirigée par Hassan ibn al-Nu’man pour rétablir l'ordre en Ifriqiya. Les Arabes prennent Carthage, mais la ville est reprise par une intervention de la flotte byzantine jusqu'en 698, puis luttent contre les Berbères révoltés de la Kahena[6].
- Vindicien d'Arras, évêque de Cambrai, frappé de fièvre au cours d'un déplacement dans le Brabant, décède à Brosella ou Bruocsella, (Bruxelles)[7].
- Première mention du thème d’Hellade[8].
- Dernier concile tenu en Gaule avant 742[9].

## Décès en 695
- Vindicien d'Arras, évêque de Cambrai, à Brosella ou Bruocsella, sans doute Bruxelles.
- Clovis IV, roi des Francs de 691 à 695.